# Віллібад
Віллібад (Вілліхад) (фр. Willibad; д/н — 642) — патрикій Провансу і префект Марселю в 641—642 роках.

## Життєпис
Походив із франкського або бургундського шляхетського роду. За ще однією версією належав до старовинної галлоримської знаті. Був одним з найвпливовіших сановників Бургундського королівства. Ймовірно, був графом Ліону, В'єнну та Валансу. 641 року його призначили на посаду патрикія Провансу і префекта Марселю.
642 року вступив у конфлікт зі своїм другом Флаохадом, конкуруючи за посаду мажордома Бургундії. Отримання Флаохадом цієї посади призвело до розриву між друзями. Раніше ж, за свідченням Фредегара, вони «не один раз клялися один одному в дружбі в святих місцях». Що послужило причиною ворожнечі, особисті претензії або політичні мотиви — достеменно невідомо. Коли за призовом мажордома Бургундії в травні 642 року єпископи і герцоги королівства з'їхалися в Шалон-сюр-Соні для обговорення загальних справ, сюди ж з'явився і Віллібад. До цього часу ненависть між колишніми друзями була настільки велика, що мажордом спробував вбити Віллібада просто на зборах. Тільки завдяки зусиллям Амальберта, брата Флаохада, цього разу кровопролиття вдалося уникнути.
У вересні 642 року Флаохад організував поїздку короля Хлодвіга II до Отена в Бургундії. У той час, коли король перебував у Отені, Віллібаду від його імені Флаохадом був відправлений наказ з'явитися для пояснень. Знаючи, що йому загрожує небезпека, Віллібад приїхав до Отена з великою кількістю бургундських єпископів і магнатів й разом з ними розташувався в таборі поза стінами міста. Оскаженілий непокорою Віллібада, Флаохад разом зі своїми друзями — Бертаром, пфальцграфом Трансюранських земель і герцогами Амальгаром Діжонським, Вандальбертом Шамблійськимм і Храмнеленом Безансонським наступного дня напав на ставку патрикія. За свідченням «Житія святого Елігія», під час цієї сутички Віллібада вбив Флаохад.